# Куопио
Ку́опио (фин. Kuopio [ˈkuo̯pio]о файле) — портовый город в Финляндии, на озере Каллавеси (фин. Kallavesi, в системе озёр Сайма). Административный центр провинции Северное Саво. Восьмой по величине город Финляндии, население 124 тыс. жителей (2023). Центр деревообрабатывающей промышленности; развиты химическая, машиностроительная, пищевая промышленность.
Куопио сегодня — важный город в культурной жизни страны, известный танцевальными и музыкальными событиями; центр туризма и зимних видов спорта.
По опросам общественного мнения, в 2012 году Куопио занимал шестое место по уровню привлекательности для проживания среди финских граждан.

## География
Город окружен озером Калавеси, и несколько его частей построены на островах.

## История
Куопио был основан в 1775 году.
4 (16) марта 1808 в ходе Русско-шведской войны экспедиционный корпус Тучкова занял Куопио. После ряда побед на севере Финляндии 12 мая 1808 года шведский Вестерботтенский полк смог вновь вернуть контроль над городом. 8 (20) июня 1808 русские войска уже под командованием Барклая де Толли вновь овладели городом, после чего город стал частью Великого княжества Финляндского.
В 1856 году было завершено строительство Сайменского канала, что явилось важным моментом в развитии Куопио — канал обеспечил водный путь с выходом в Финский залив Балтийского моря.
В 1889 году была проложена железнодорожная ветка. Удобное транспортное сообщение довольно быстро превратило Куопио в оживленный торговый город.

## Население

### Религии
Лютеранство

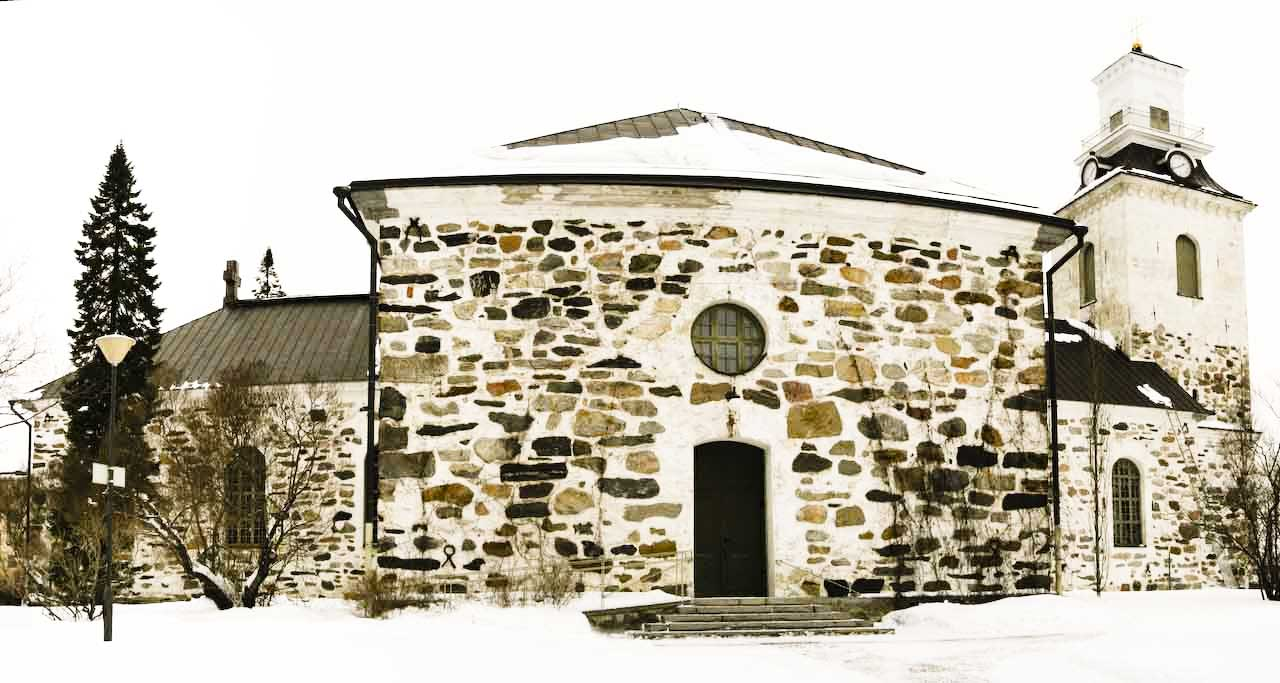
Лютеранский кафедральный собор Куопио

В кафедральном соборе Куопио находится кафедра епископа диоцеза Куопио Евангелическо-лютеранской церкви Финляндии (в настоящее время — епископ Вилле Риеккинен).
Православие
Собор в честь святителя Николая в Куопио является кафедральным храмом Карельской епархии Финляндской архиепископии.

## Экономика
В городе находится офис Junttan Oy, производителя гидравлического сваебойного оборудования.
Финская компания Finnpulp планирует построить в городе крупнейший в мире завод по производству хвойной целлюлозы. Бюджет проекта составит 1,4 миллиарда евро.

### Туризм
Куопио — один из популярных туристических маршрутов, а в настоящее время — второй по популярности регион дачного отдыха в стране. Муниципальная база — 5100 летних коттеджей.

## Транспорт
Воздушное, железнодорожное и автобусное сообщение. В 14 км к северу от центра Куопио находится аэропорт Куопио.

## Культура
С 1970 года в городе проходит международный фестиваль танца.

## Достопримечательности
В Куопио находится «Башня Пуййо». Это строение достигает высоты в 75 метров. Здесь же — в центре города — расположена резиденция Православного архиепископа. В Куопио построено и действует очень много храмов. Например, Кафедральный собор, часовня Святого Йоханнеса и церковь Святого Николая. В Куопио можно поправить здоровье в «Раухалахти». Это термальный центр.

## Общество

### Образование и наука
В Куопио действует 32 начальные школы, 6 лицеев (в том числе лицей для взрослых), профессиональное училище, народное училище, политехнический институт и университет.

#### Среднее образование
Лицеи:
- Kallaveden lukio
- Kuopion klassillinen lukio
- Kuopion Lyseon lukio
- Лицей музыки и танца Куопио (фин. Kuopion Yhteiskoulun Musiikkilukio)
- Minna Canthin lukio
- Лицей для взрослых (фин. Kuopion aikuislukio)

Техникум:
- Профессиональное училище Саво (фин. Savon ammatti- ja aikuisopisto)

Дополнительное образование:
- Гражданская академия Куопио (фин. Kuopion kansalaisopisto)

#### Высшее образование
- Савония Университет прикладных наук (фин. Savonia Ammattikorkeakoulu).
- Университет Куопио (фин. Kuopion yliopisto), включая Летний университет (фин. Kuopion kesäyliopisto).

### Спорт
Город участвовал в борьбе за право принимать в 2012 году I зимние Юношеские Олимпийские игры. В ноябре 2008 года он вышел в финал, однако в итоге уступил австрийскому Инсбруку. Кроме этого, в городе есть футбольный клуб «КуПС», выступающий в высшем футбольном дивизионе Финляндии по футболу. «КуПС» является неоднократным победителем чемпионата Финляндии по футболу, а также обладателем трофеев Кубка Финляндии и Кубка Лиги. В третьем квалификационном раунде Лиги Европы УЕФА 2012/2013 «КуПС» встречался с турецким «Бурсаспором», обыграв его в домашней встрече со счетом 1:0, но проиграв в ответной игре на выезде в Бурсе со счетом 6:0.
В городе есть хоккейная команда «КалПа».

## Галерея

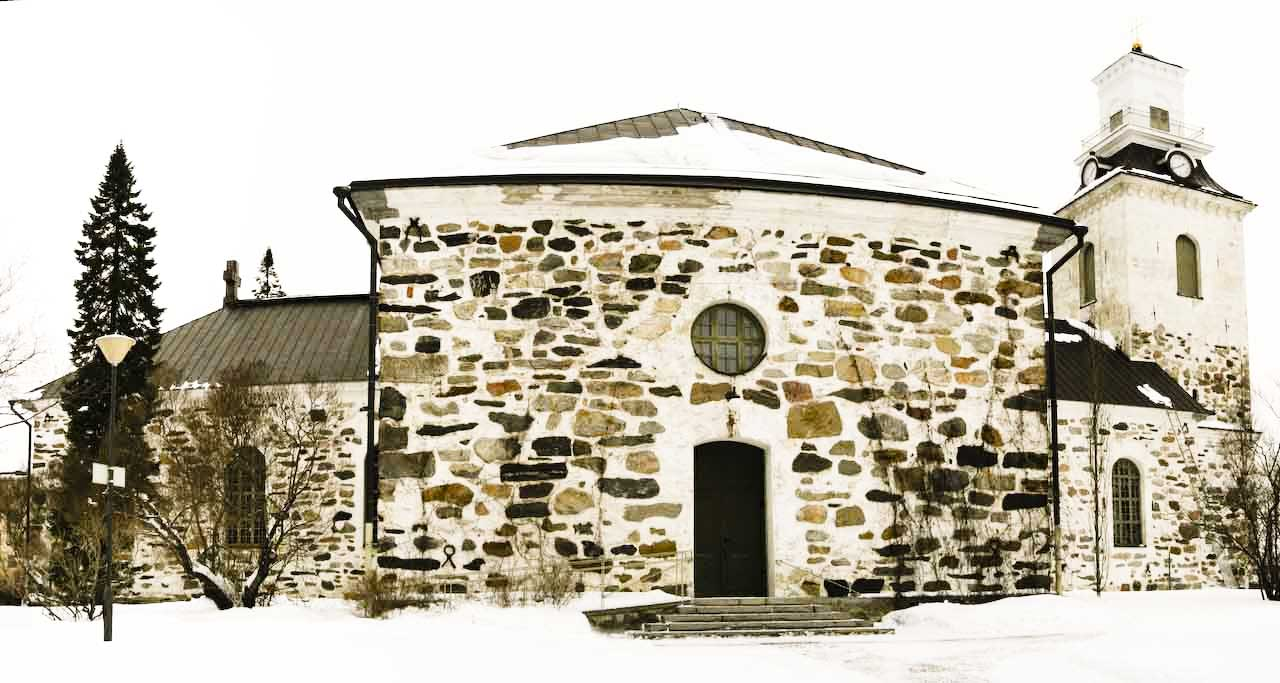
Кафедральный собор Евангелическо-лютеранской церкви Финляндии
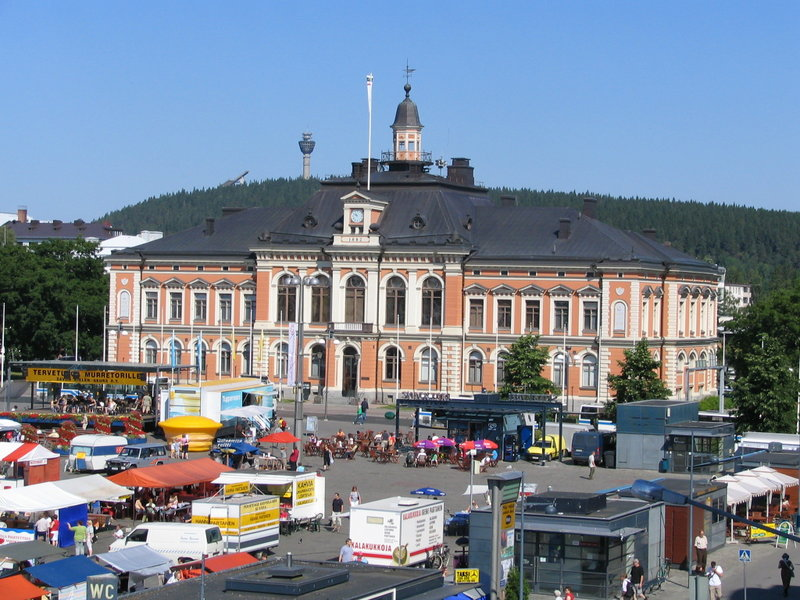
Куопио Ратуша
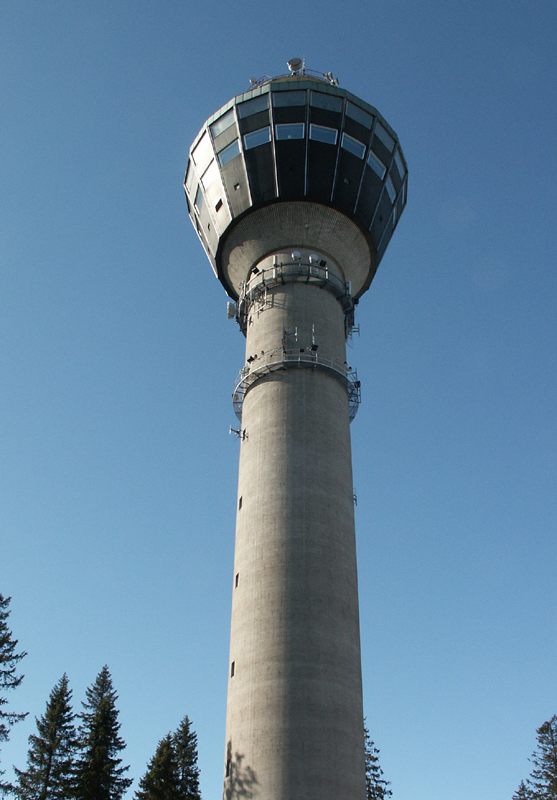
Башня Пуйонторни
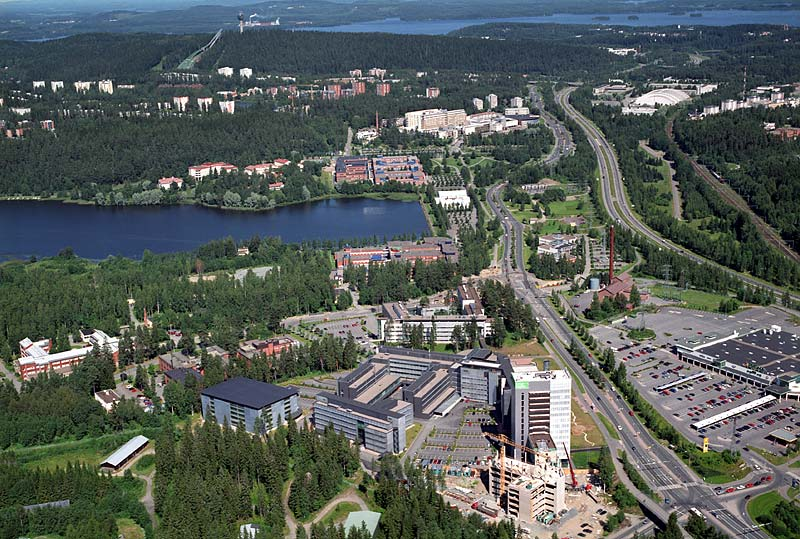
Куопио университет
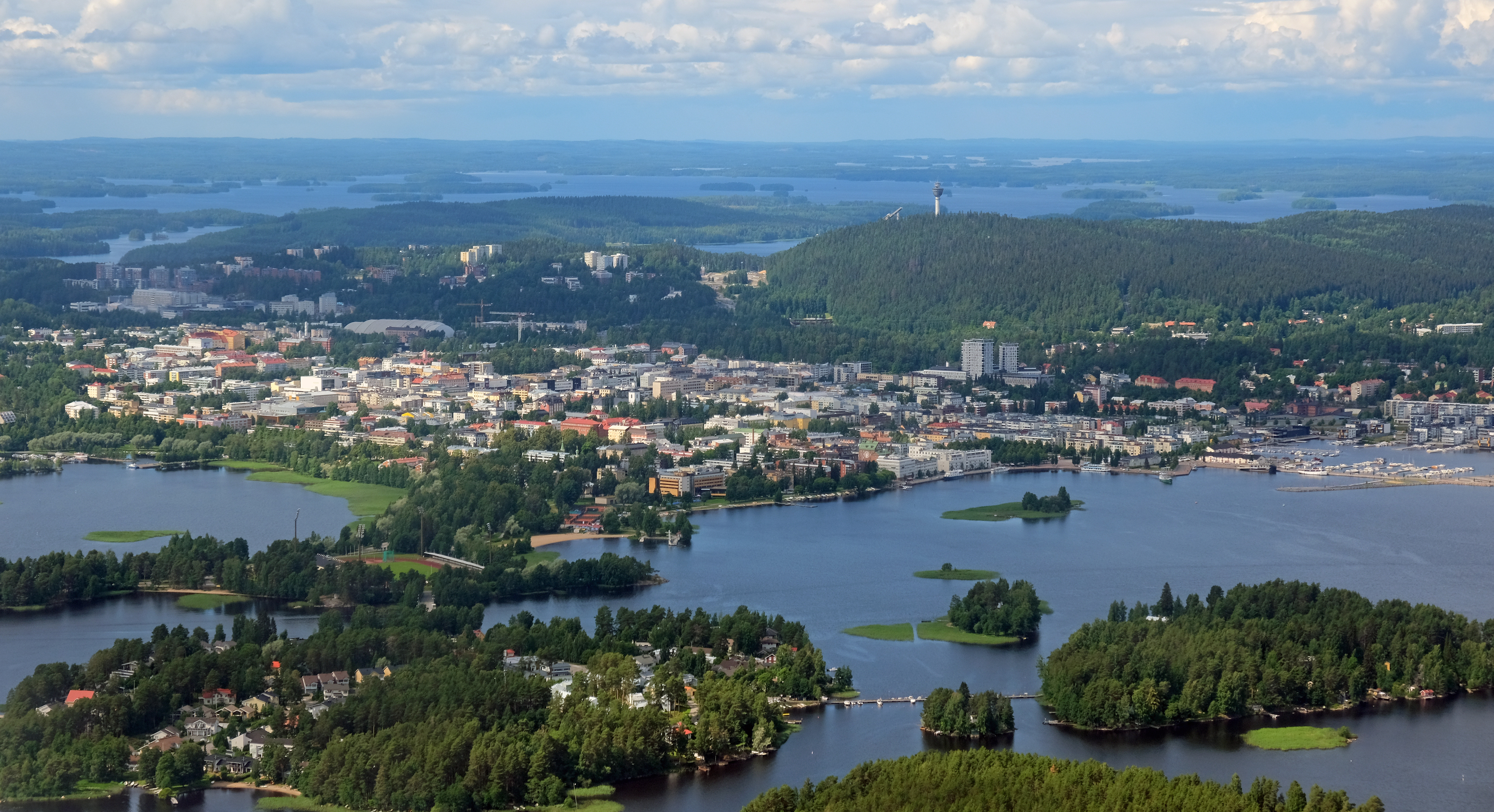
Куопио & Каллавеси
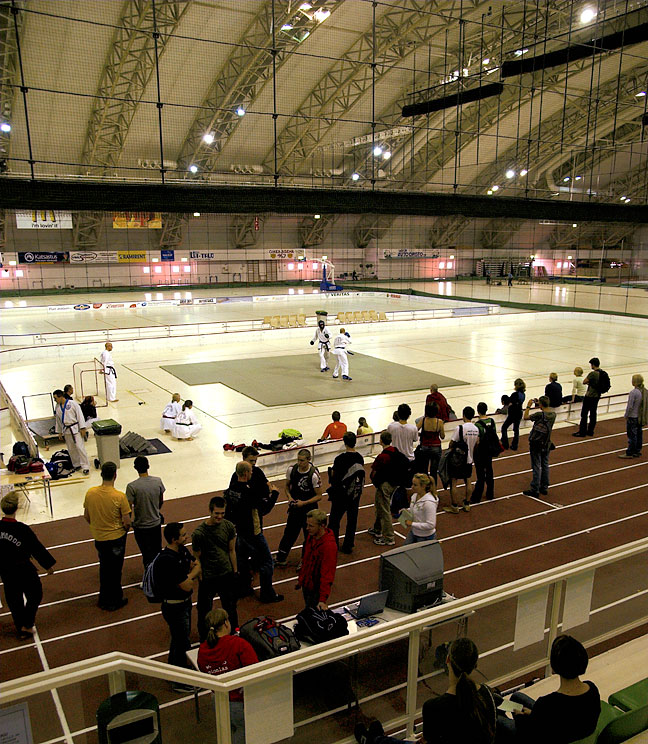
Спортивный комплекс «Куопио-холл»
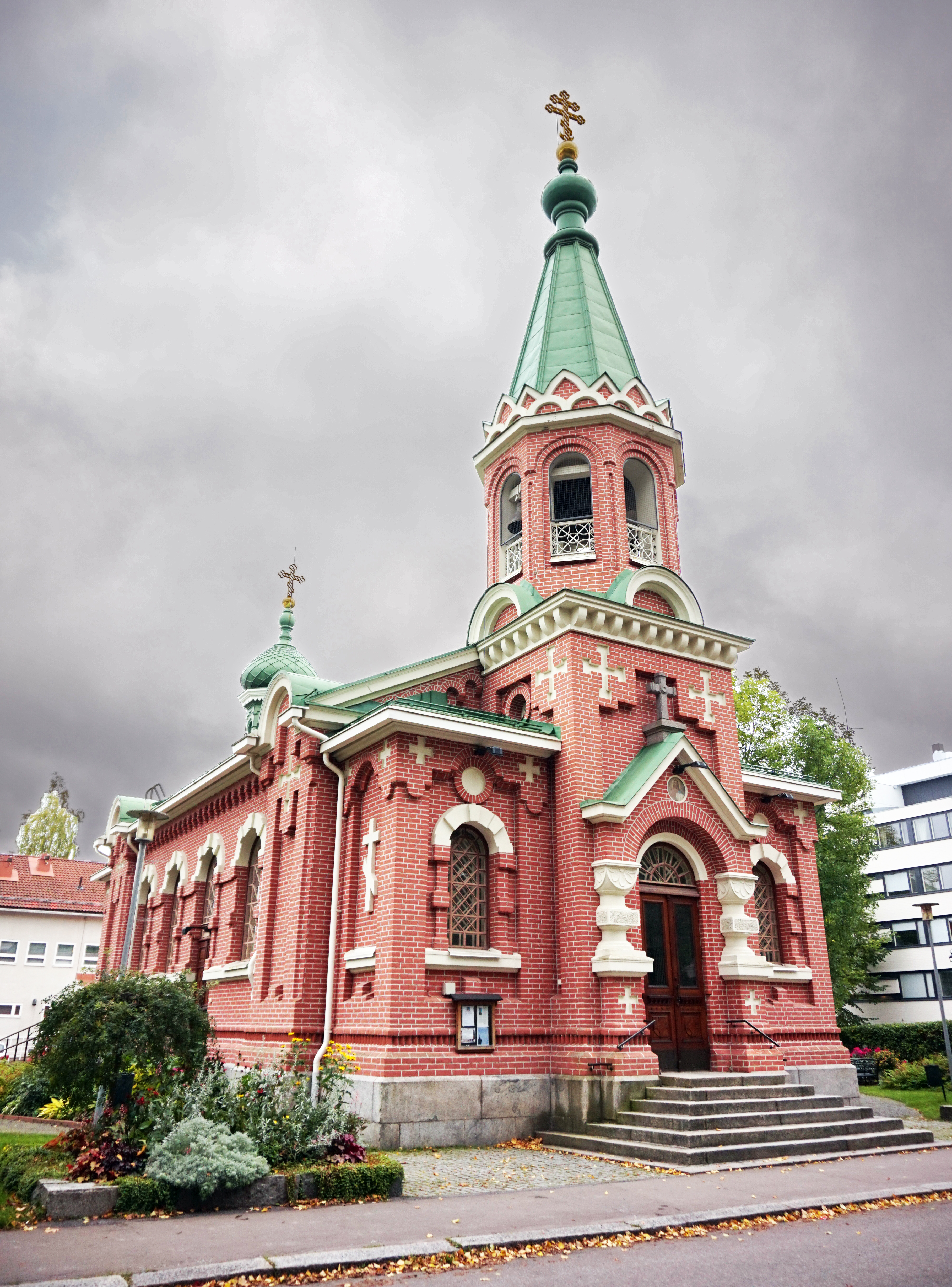
Православный Никольский кафедральный собор

## Города-побратимы[11]
- Франция: Безансон
- Норвегия: Будё
- Германия: Кастроп-Рауксель, Гера
- Венгрия: Дьёр
- Швеция: Йёнчёпинг
- США: Миннеаполис (Миннесота)
- Польша: Ополе
- Дания: Свеннборг
- Канада: Виннипег

## Известные горожане
Жизнь и творчество многих выдающихся личностей Финляндии — государственных деятелей, писателей и художников — связаны с Куопио.
- Мартти Ахтисаари (р.1937) — президент Финляндии в 1994—2000 годах, дипломат, сотрудник ООН. Лауреат Нобелевской премии мира 2008 года.
- Эдвард Гюллинг (1881—1938) — советский политический деятель, председатель СНК Автономной Карельской ССР (1923—1935).
- Лаури Иконен (1888—1966) — финский композитор.
- Пааво Лётьёнен (р.1968) — музыкант, виолончелист финской метал-группы Apocalyptica.
- Минна Кант (1844—1897) — писательница.
- Вильхо Ненонен (1883—1960) — финский военный и государственный деятель, генерал. Военный министр Финляндии.
- Теему Хартикайнен (р. 1990) — финский профессиональный хоккеист, воспитанник хоккейного клуба КалПа.
- Пекка Халонен (1865—1933) — художник.
- Юхани Ахо (1861—1921) — писатель.
- Сакари Хиетала (р.1962) — музыкант, гитарист группы Tarot.
- Марко Хиетала (р.1966) — музыкант, бас-гитарист и второй вокалист группы Nightwish.